# Claudette Herbster-Josland
Claudette Herbster-Josland, född den 28 mars 1946 i Dijon, Frankrike, är en fransk före detta fäktare som tog OS-silver i damernas lagtävling i florett i samband med de olympiska fäktningstävlingarna 1976 i Montréal.